# تعال سلم (فلم)
تعال سلم هو فيلم موسيقي رومانسي كوميدي مصري تم إنتاجه عام 1951، قصة وحوار أبو السعود الإبياري وإخراج حلمي رفلة وبطولة فريد الأطرش وسامية جمال وإسماعيل يس وعبد السلام النابلسي وعبد الفتاح القصري وفريد شوقي.

## قصة الفيلم

فريد الأطرش، وسامية جمال، وإسماعيل ياسين، وعبد الفتاح القصري في لقطة من الفيلم.

مشمش حسونه (فريد الأطرش) يهوى الغناء، وحاول الالتحاق بكازينو وقهوة ليالى الهنا، لصاحبه خيرت افندي (عبد الفتاح القصري) ليغني في الكازينو، فلما فشل في العمل مغنيا، إلتحق بالقهوة جرسونا، ليكون قريبا من الكازينو، وقد وقع في غرام ابنة صاحب الكازينو الراقصة سكرة هشك (سامية جمال) فزاد إصراره على البقاء جرسونا بجوارها، وتصادق مع الجرسون سمسم (إسماعيل يس)، وكانت الراقصة سكرة مخطوبة للوجيه الثرى شريف (فريد شوقي) والغريب انه كلما تأزم الموقف بين مشمش وصاحب الكازينو خيرت، ويتم طرد مشمش من العمل كانت سكرة هي التي تتوسط له وتعيده للعمل، مما جعله يعتقد انها تحبه، وكانت المطربة العانس فتكات دندش (زينات صدقي) واقعة في غرام مشمش وتطارده دائماً وهو يتهرب منها، ولكنه استغلها في ادعاء حبه لها حتى يستثير غيرة سكرة، لكن سكرة كانت مترددة بين شريف الثرى وبين الجرسون الغلبان، وعندما ضاق خيرت ذرعا بالجرسون مشمش، جاءه وكيل المحامى شحاته (عبد السلام النابلسي) واخبره ان مشمش قد ورث 50 ألف جنيه من عمه المتوفى في جنوب أفريقيا، وان المحامى الذي يعمل عنده قد ارسل له خطابا يخبره بالميراث، وان الخطاب بالطريق، واقترح عليه ان يوقع عقدا بأجر مغر مع مشمش لمدة 10 سنوات، وان يضع في العقد شرط جزائى لمن يفسخ العقد، يدفع بموجبه مبلغ 20 ألف جنيه، وأن مشمش بعد ان يرث الثروة الكبيرة، لن يقبل العمل جرسونا، وسيدفع الشرط الجزائى، ورحب خيرت بالفكرة، وقبل مشمش التوقيع قبل ان يصله الخطاب، ولكنه بعد ان علم بالثروة ادرك المقلب الذي اوقعه فيه خيرت، فقرر عدم الرضوخ لابتزازه، وقبل الاستمرار جرسونا ليبدأ في خطة تجبر خيرت على التخلص منه ودفع الشرط الجزائى، وذلك بتطفيش زبائن القهوة، وحاول خيرت ان يشكوه لمكتب العمل، ولكن مشمش كان يتدارك الامر، واضطر خيرت لأن يعرض على سكرة ان تتزوج من مشمش من اجل ثروته، لأنه مديون بمبلغ كبير للضرائب، وطلبت من مشمش ان كان يحبها ان يترك القهوة، وطلبت سكرة من شريف ان يسدد ديون والدها وإلا زوجها من الثرى الجديد مشمش، فرحب شريف بهذا الزواج للإستيلاء على أموال مشمش، فرفضت سكرة التي اكتشفت ان شريف زعيم عصابة، فطردته من حياتها، بينما دفع مشمش الشرط الجزائى ورحل، ليتآمر عليه شريف وصديقته بنانا (زمردة) التي أقنعت مشمش بشراء أسهم خسر فيها مبلغا كبيرا، وايضاً علمته لعب القمار ليخسر مبلغا آخر، حتى تخلص منها عندما وجد سكرة تبحث عنه وتود إعادة العلاقات بينه وبين والدها خيرت، الذي رحب بعودة مشمش للعمل مطربا في الكازينو وزوجه من ابنته سكرة هشك. 

## فريق العمل
إخراج: حلمي رفلة
تأليف: أبو السعود الإبياري
إنتاج: أفلام فريد الأطرش
بطولة:
- فريد الأطرش (مشمش حسونة)
- سامية جمال (سكرة)
- إسماعيل يس (سمسم)
- عبد السلام النابلسي (شحاتة)
- عبد الفتاح القصري (خيرت)
- فريد شوقي (شريف)
- زينات صدقي (فتكات دندش)
- وداد حمدي (بطة)
- زمردة (بنانا)
- محمد الديب

## أغاني الفيلم
من الحان فريد الأطرش
- ما أقدرش أقول آه (كلمات: مأمون الشناوي)
- خدي قلبي / دائما معاك (كلمات: عبد العزيز سلام)
- تعال سلم (كلمات: محمود فهمي ابراهيم)

## روابط خارجية
- مقالات تستعمل روابط فنية بلا صلة مع ويكي بيانات